# Melithaea modesta
Melithaea modesta is een zachte koraalsoort uit de familie Melithaeidae. De koraalsoort komt uit het geslacht Melithaea. Melithaea modesta werd in 1908 voor het eerst wetenschappelijk beschreven door Kükenthal. 